# François Delcos
François Delcos (Perpinyà, 25 de març de 1881 - 12 de setembre de 1972) fou un polític nord-català, diputat a l'Assemblea Nacional Francesa i membre del govern de França durant la Quarta República Francesa.

## Càrrecs
- Secretari d'Estat de la presidència del Consell del govern Henri Queuille (2) (del 2 al 4 de juliol de 1950)
- Secretari d'Estat de comerç del govern René Pleven (2) (de l'11 d'agost de 1951 al 7 de gener de 1952)
- Diputat radical pels Pirineus Orientals (1936-1942, 1945-1955)